# Джина Дейвис
Вирджиния Елизабет „Джина“ Дейвис (на английски: Virginia Elizabeth „Geena“ Davis) е американска актриса, носителка на Оскар и Златен глобус. Започва кариерата си като манекен. Филмовият ѝ дебют е в „Тутси“ (1982). Една от най-значителните ѝ роли е тази на Телма в „Телма и Луиз“ (1991). 

## Биография

### Актьорска кариера
В началото на 80-те бившият модел Джина Дейвис внимателно извайва актьорската си кариера, която я прави една от най-известните холивудски актриси. Докато странно приятният ѝ чар ѝ помага за комедии като „Флеч“ (1985), „Бийтълджус“ (1988) и „Бърза смяна“ (1990), тя показва и способността си да играе в драми като наградения с „Оскар“ „Турист по неволя“ (1988). Дейвис често е отхвърляла стереотипните роли, предлагани на съвременните актриси: жена, болна от неизлечима болест, проститутка със златно сърце или обикновена жена, изложена на риск. Внушителната ѝ физика ѝ дава рядката възможност да играе атлети и други необичайни за жени роли.
Дейвис за пръв път се появява на екран през 1982 г. в хитовия ситком Family Ties. Следващото ѝ превъплъщение на малкия екран е на наивен научен асистент в Buffalo Bill (1983 – 84) – краткотраен, но високо оценен сериал. През 1985 г. получава водещата роля на младата необвързана адвокатка Сара в едноименния сериал. Но големият успех и звездната слава ще я застигнат в киното.
Дебютът на Джина Дейвис на големия екран е в „Тутси“, където играе актриса в сапунена опера, споделяща един апартамент с преобличащия се като жена Дъстин Хофман. В „Мухата" (1986) партнира на Джеф Голдблум, за когото се омъжва година по-късно. Голдблум и Дейвис се оказват идеалната звездна двойка – известни, красиви, малко шантави и много влюбени. Двамата заедно дават и едни от най-запомнящите се интервюта. Бракът им обаче не трае дълго и се проваля през 1990 г., когато подават документи за развод.
Мнозина остават изненадани, когато Дейвис печели „Оскар“ с ролята на смахната треньорка на кучета в трагикомедията „Турист по неволя“. Малко по-късно обаче тя прави големия си удар като Телма, потисната домакиня, която намира свободата и себе си в едно не съвсем легално пътно приключение. Филмът е под режисурата на Ридли Скот. „Телма и Луиз“ (1991), заснет малко след развода ѝ с Голдблум, се превръща в любим филм на много феминистки, а Дейвис и Сюзън Сарандън стават женския аналог на тандема Робърт Редфорд-Пол Нюман. Актрисата печели овации и за бейзболната драма „Необикновен отбор“ (1992). Същата година изиграва обсебена от кариерата си репортерка, търсеща човека, спасил оцелелите в самолетна катастофа в „Герой по неволя“.
Дейвис се омъжва за режисьора Рени Харлин и малко по-късна двойката сформира Forge Productions. През 1994 г. излизат два филма с нейно участие – „Анджи" и романтичната комедия „Безмълвно“, която тя и продуцира.
С помощта на съпруга си Дейвис навлиза и в екшън филмите с пиратското приключение „Островът на главорезите“ (1995). Режисиран от Харлин, филмът комбинира сложни каскади и впечатляващи бойни сцени. Слабият сценарий и неубедителната главна мъжка роля обаче „събарят“ филма и допринасят за провала на 100-милионната продукция в боксофиса. Дейвис въпреки всичко се справя повече от добре с играта си и прави нов поход към екшъните през 1996 г. с „Дълга целувка за лека нощ“. Превъплъщението ѝ в обикновена домакиня, страдаща от амнезия, пречеща ѝ да си спомни миналото на професионален наемен убиец, омайва зрителите. Но въпреки участието на Самюъл Джаксън и 70-те милиона долара бюджет, филмът не се представя задоволително в боксофиса. Завръщането ѝ към телевизията е през 2001 с „Шоуто на Джина Дейвис“. Там тя е в ролята на меркантилна жена, заплетена в романс, който само след шест срещи я превръща в омъжена домакиня, майка на две деца.
Следващият филм на Джина Дейвис е хитът „Стюарт Литъл“ (1999), където изиграва симпатичната съпруга и майка Елинор Литъл, която няма никакви проблеми с факта, че синът ѝ разговаря с бяла мишка. Огромният успех на филма я връща отново в продълженията „Стюарт Литъл 2“ (2002) и анимационният „Стюарт Литъл 3: Зовът на дивото“ (2005).
Актрисата прави пореден опит на малкия екран в политическата драма „Главнокомандващ“ (2005) в ролята на Макензи Алън, вицепрезидент на САЩ, която след смъртта на президента се нанася в Овалния кабинет въпреки опозицията на враговете и съюзниците ѝ. За тази роля Джина печели „Златен глобус“.

### Занимания със спорт
Наред с кариерата си на актриса Джина Дейвис се изявява и като състезателка по стрелба с лък. В периода 12 – 16 юли 1999 година намиращата се в „Топ 32“ Дейвис заедно с общо 300 жени участва на полуфиналите в Оксфорд (Айдахо) за класиране на Летните олимпийски игри в Сидни. На тези квалификации Дейвис завършва на 24 място и не успява да спечели квота за участие на олимпиадата.

## Филмография
| година | филм                            | оригинално заглавие               | роля                          | режисьор                  | бележки                                   |
| ------ | ------------------------------- | --------------------------------- | ----------------------------- | ------------------------- | ----------------------------------------- |
| 1982   | Тутси                           | Tootsie                           | Ейприл                        | Сидни Полак               |                                           |
| 1983   | Бъфало Бил                      |                                   |                               |                           |                                           |
| 1985   | Флеч                            | Fletch                            | Лари                          | Майкъл Ричи               |                                           |
| 1985   | Сара                            |                                   |                               |                           |                                           |
| 1986   | Мухата                          | The Fly                           | Вероника Куайф                | Дейвид Кронънбърг         |                                           |
| 1988   | Бийтълджус                      | Beetlejuice                       | Барбара Мейтлънд              | Тим Бъртън                |                                           |
| 1989   | Земните момичета са лесни       | Earth Girls Are Easy              | Валери                        | Джулиън Темпъл            |                                           |
| 1988   | Турист по неволя                | The Accidental Tourist            | Мюриел Причет                 | Лорънс Каздан             | Оскар за най-добра поддържаща женска роля |
| 1990   | Бърза смяна                     | Quick Change                      | Филис Потър                   | Хауърд Франклин, Бил Мъри |                                           |
| 1991   | Телма и Луиз                    | Thelma & Louise                   | Телма Дикинсън                | Ридли Скот                |                                           |
| 1992   | Тяхната собствена лига          | A League of Their Own             | Доти Хинсън                   | Пени Маршал               |                                           |
| 1992   | Герой                           | Hero                              | Гейл Гейли                    | Стивън Фриърс             |                                           |
| 1992   | Необикновен отбор               |                                   |                               |                           |                                           |
| 1994   | Анджи                           | Angie                             | Анджи Скасопинсиери           | Марта Кулидж              |                                           |
| 1994   | Безмълвно                       | Speechless                        | Джулия Ман                    | Рон Андерууд              |                                           |
| 1994   | Островът на главорезите         | Cutthroat Island                  | Морган                        | Рени Харлин               |                                           |
| 1996   | Дългата целувка за лека нощ     | The Long Kiss Goodnight           | Саманта Кейн / Чарли Балтимор | Рени Харлин               |                                           |
| 1999   | Стюарт Литъл                    | Stuart Little                     | Мисис Елеонора Литъл          | Роб Минкоф                |                                           |
| 2002   | Стюарт Литъл 2                  | Stuart Little 2                   | Мисис Литъл                   | Роб Минкоф                |                                           |
| 2005   | Стюарт Литъл 3: Зовът на дивото | Stuart Little 3: Call of the Wild | Мисис Литъл                   | Ауди Падин                |                                           |
| 2009   | Стават инциденти                | Accidents Happen                  | Глория Конуей                 | Ендрю Ланкастър           |                                           |
| 2014   | Когато Марни беше тук           | When Marnie Was There             | Йорико Сасаки                 | Хиромаса Йонебаяши        | глас                                      |
| 2015   | Аз, той, тя                     | Me Him Her                        | Мисис Ечърлик                 | Макс Ландис               |                                           |